# MAS1
MAS1 (англ. MAS1 proto-oncogene, G protein-coupled receptor) – білок, який кодується однойменним геном, розташованим у людей на короткому плечі 6-ї хромосоми. Довжина поліпептидного ланцюга білка становить 325 амінокислот, а молекулярна маса — 37 465.
| 10         |  | 20         |  | 30         |  | 40         |  | 50         |
| ---------- |  | ---------- |  | ---------- |  | ---------- |  | ---------- |
| MDGSNVTSFV |  | VEEPTNISTG |  | RNASVGNAHR |  | QIPIVHWVIM |  | SISPVGFVEN |
| GILLWFLCFR |  | MRRNPFTVYI |  | THLSIADISL |  | LFCIFILSID |  | YALDYELSSG |
| HYYTIVTLSV |  | TFLFGYNTGL |  | YLLTAISVER |  | CLSVLYPIWY |  | RCHRPKYQSA |
| LVCALLWALS |  | CLVTTMEYVM |  | CIDREEESHS |  | RNDCRAVIIF |  | IAILSFLVFT |
| PLMLVSSTIL |  | VVKIRKNTWA |  | SHSSKLYIVI |  | MVTIIIFLIF |  | AMPMRLLYLL |
| YYEYWSTFGN |  | LHHISLLFST |  | INSSANPFIY |  | FFVGSSKKKR |  | FKESLKVVLT |
| RAFKDEMQPR |  | RQKDNCNTVT |  | VETVV      |  |            |  |            |

A: Аланін

C: Цистеїн

D: Аспарагінова кислота

E: Глутамінова кислота

F: Фенілаланін

G: Гліцин

H: Гістидин

I: Ізолейцин

K: Лізин

L: Лейцин

M: Метіонін

N: Аспарагін

P: Пролін

Q: Глутамін

R: Аргінін

S: Серин

T: Треонін

V: Валін

W: Триптофан

Кодований геном білок за функціями належить до рецепторів, g-білокспряжених рецепторів, білків внутрішньоклітинного сигналінгу. 
Локалізований у клітинній мембрані, мембрані.